# Reykjanes

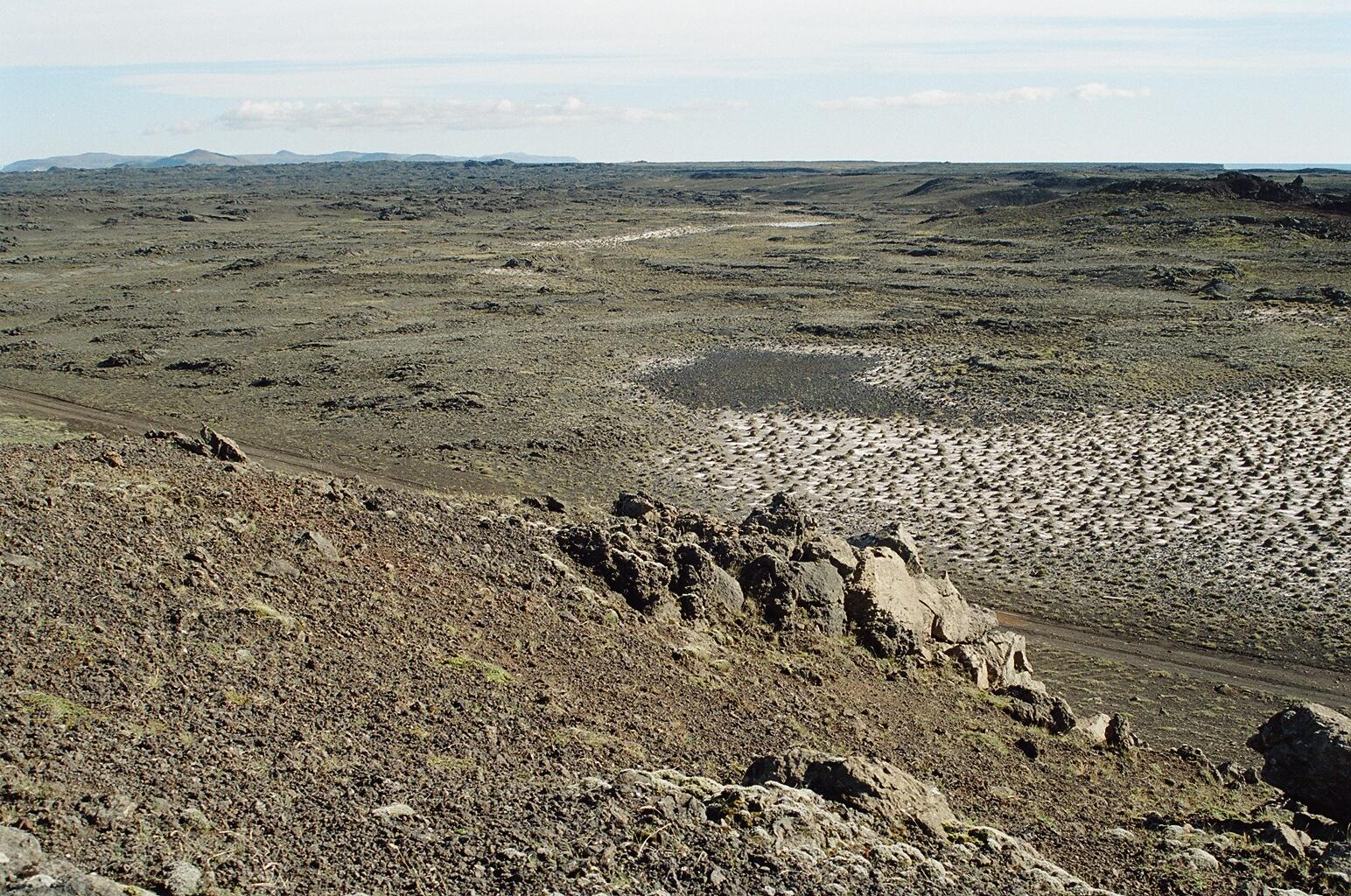
Un lago salato nella penisola di Reykjanes

Reykjanes (o Reykjanesskagi) è una penisola situata nel sudovest dell'Islanda, vicino alla capitale Reykjavík.

## Descrizione
La penisola è contraddistinta da attività vulcanica, mentre ampie distese di lava fanno sì che la vegetazione sia scarsa. Nella parte più meridionale della penisola vi sono numerose sorgenti termali e solforiche, intorno al lago Kleifarvatn e all'area geotermale di Seltún nei pressi di Krýsuvík.
A Svartsengi si trova inoltre una centrale per lo sfruttamento dell'energia geotermica del sistema vulcanico Svartsengi, vicino a cui è stata costruita una stazione termale che utilizza le acque calde e ricche di minerali che provengono dalla centrale; la piscina all'aperto è nota col nome di Bláa Lónið, Laguna Blu.
Nella penisola si trovano villaggi di pescatori, come Grindavík e Njarðvík, e la città di Keflavík, dove si trova una base militare statunitense e l'aeroporto internazionale Leifur Eriksson.
Sulla penisola c'è il faro di Reykjanesviti, il più vecchio dell'isola, costruito nel 1878 nei pressi della scogliera sud-occidentale di Reykjanestá. Sulla punta a nord ovest, invece, nei pressi di Garður, si trova il faro di Garðskagaviti, sede anche di un museo.

## Galleria d'immagini

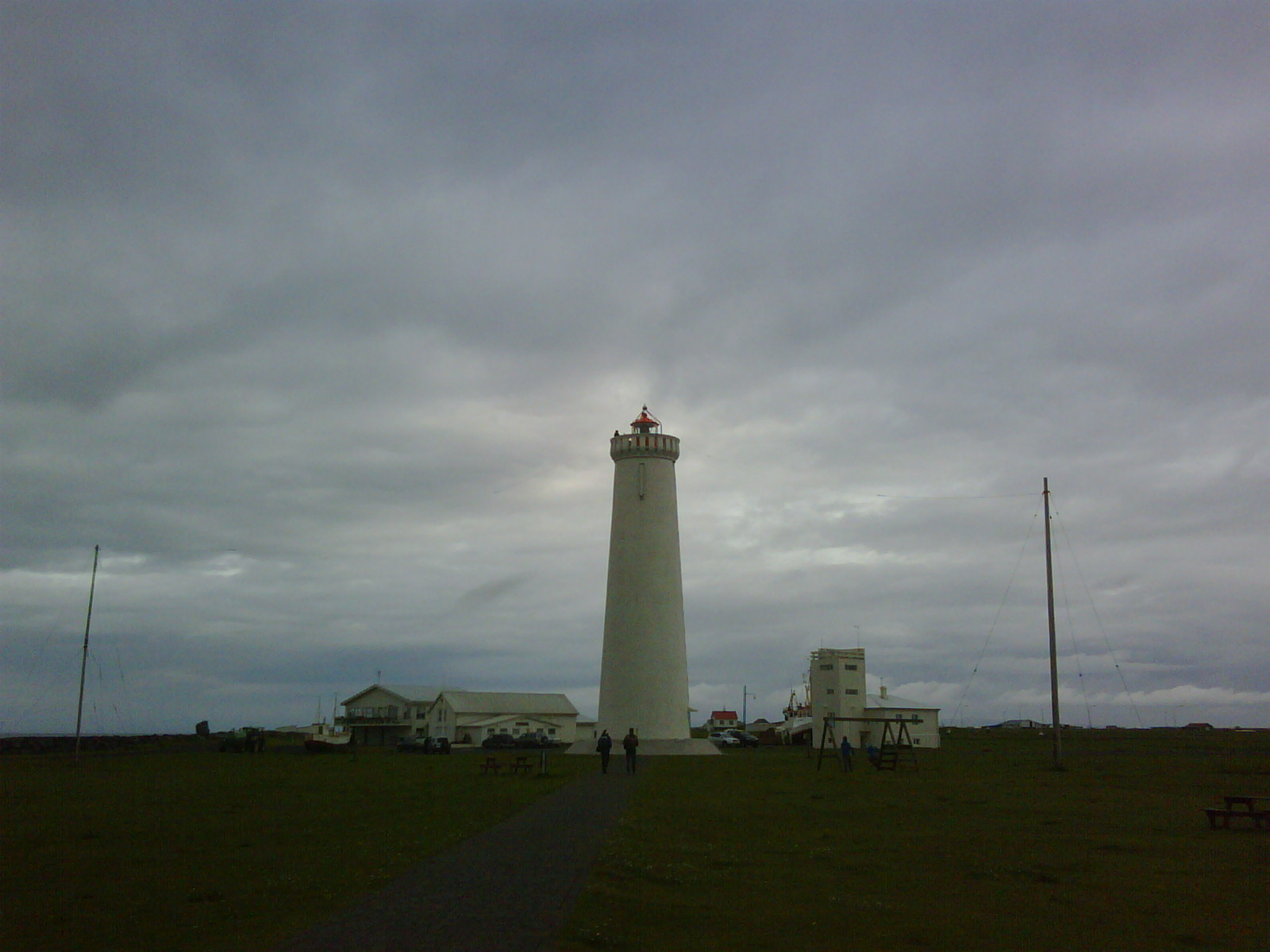
Il faro di Gardskagaviti
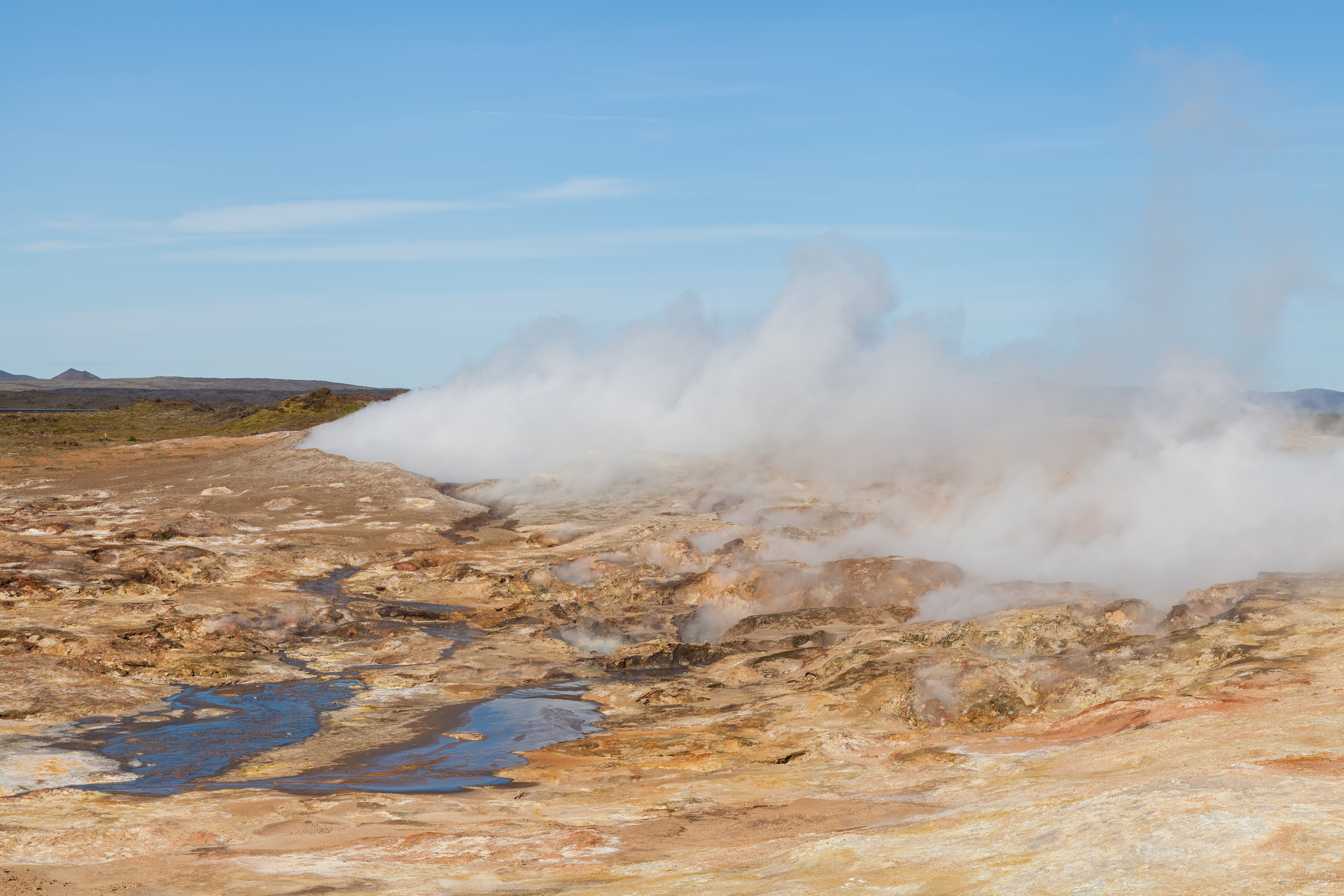
Area geotermica di Gunnuhver
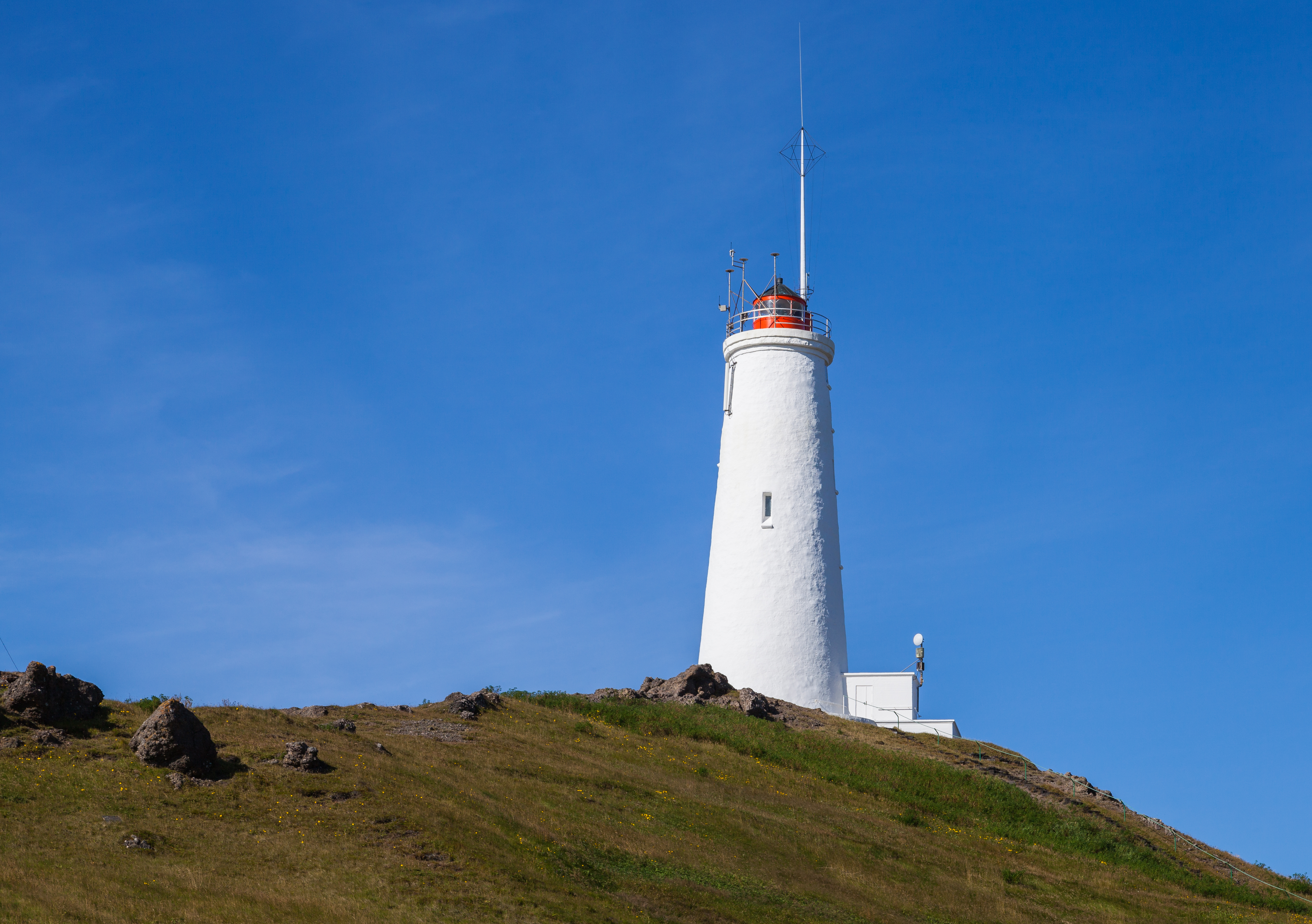
Il faro di Reykjanesviti
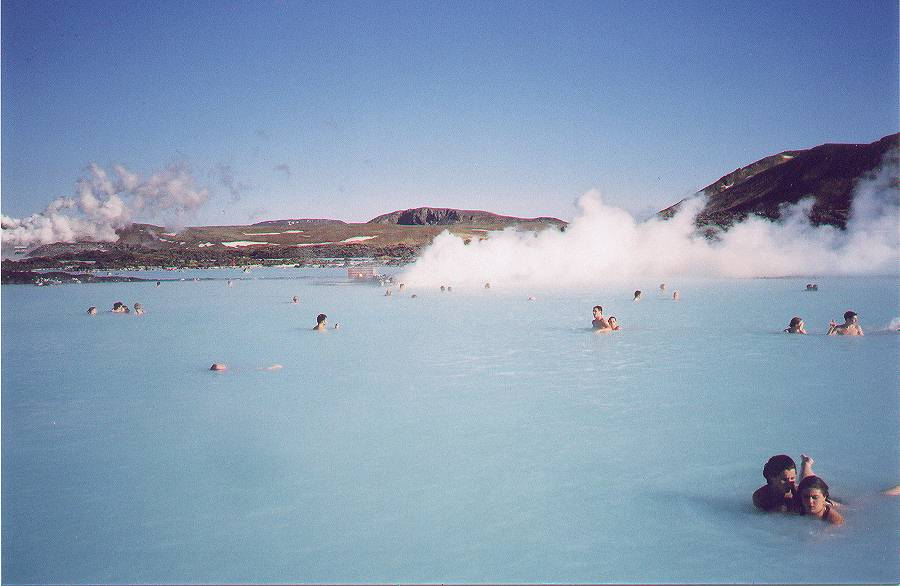
Laguna blu
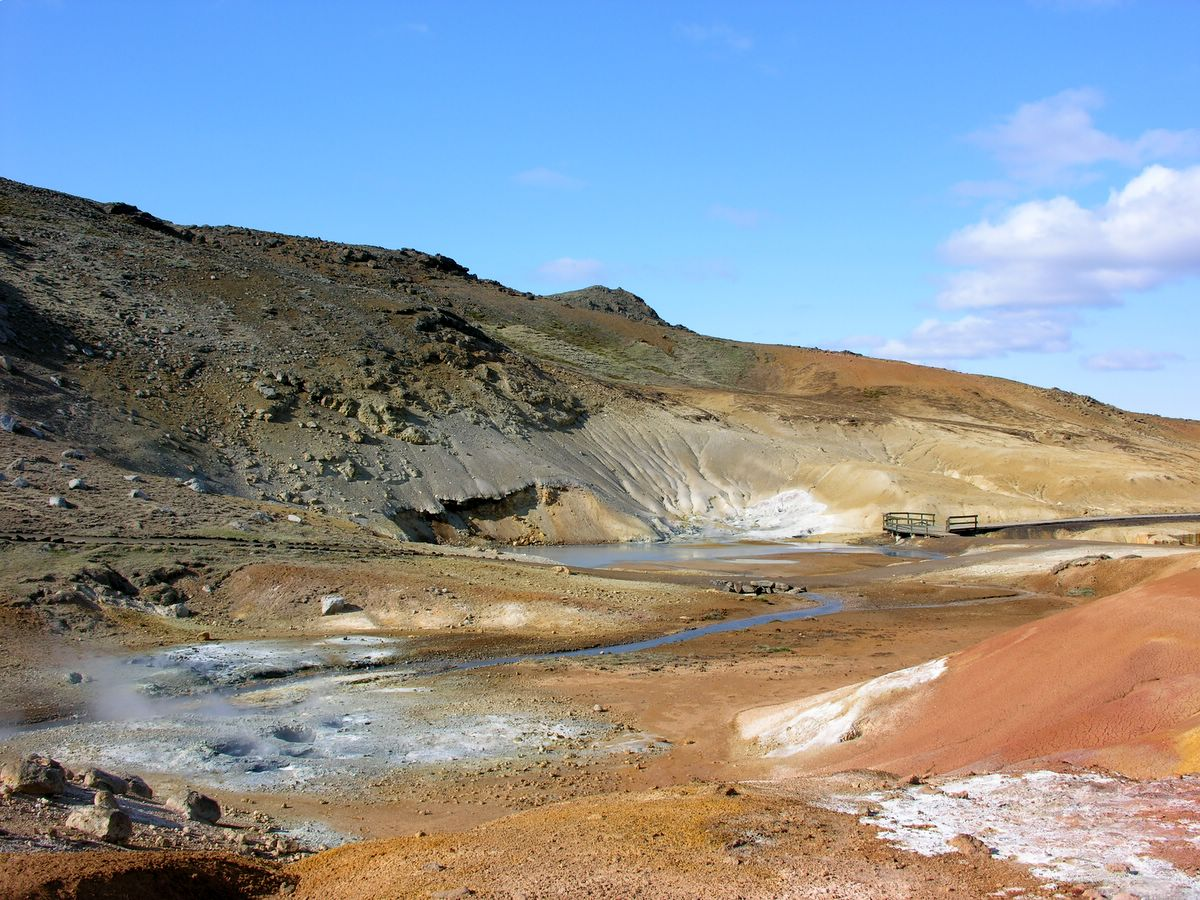
Seltún
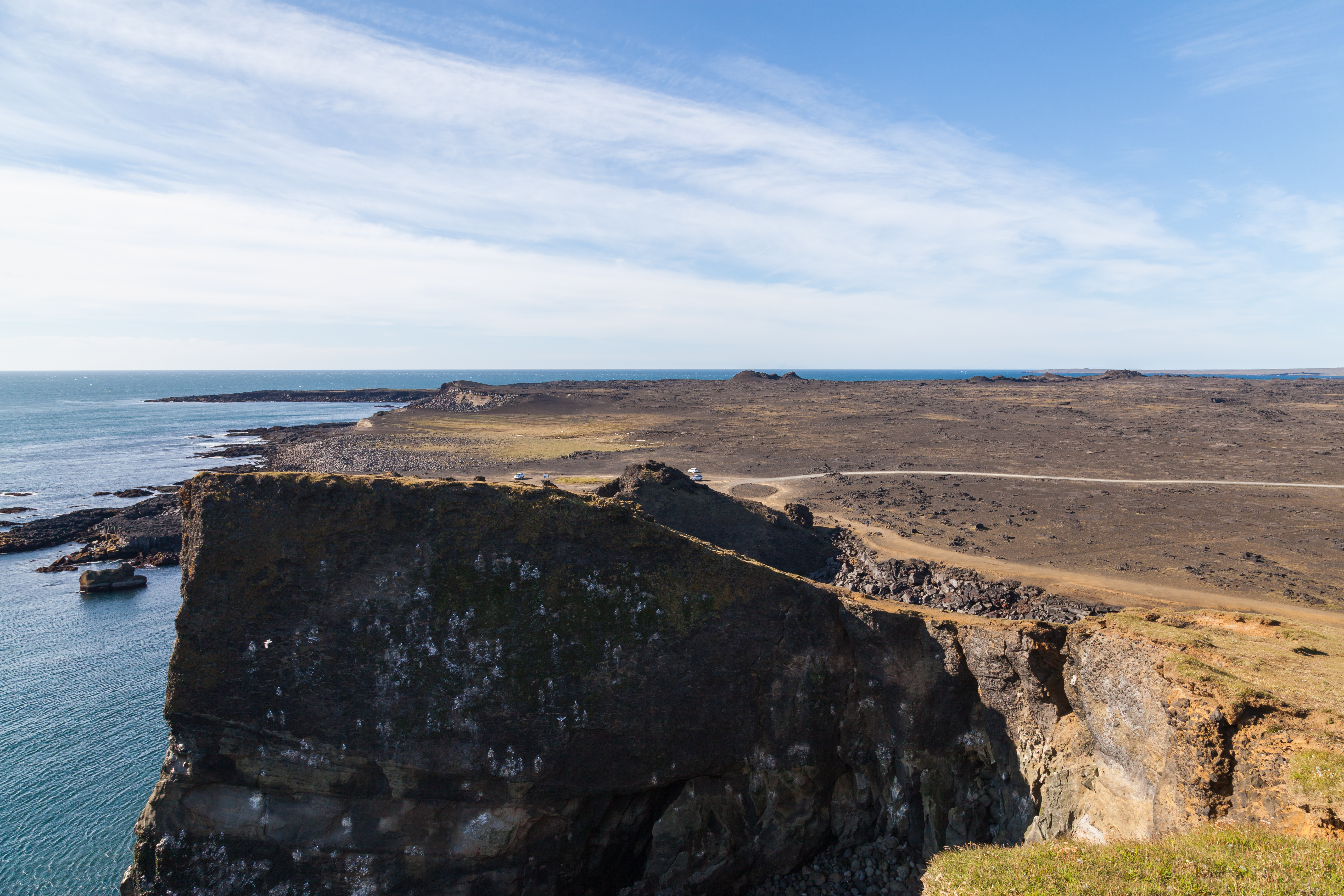
Valahnukur